# Karel Dragotin Rudež
Karel Dragotin Rudež, slovenski politik, * 2. julij 1833, Ribnica, † 21. januar 1885, Hrastje (na Gracarjevem turnu).
Junija 1870 in decembra 1871 je bil izvoljen v kranjski deželni zbor kot predstavnik dolenjskih mest v mestni kuriji, kjer jih je zastopal do 1877. Na volitvah junija 1883 je bil izvoljen v kmečko kurijo. Decembra 1871 ga je deželni zbor izvolil za poslanca v državni zbor.